# Nemoraea titan
Nemoraea titan là một loài ruồi trong họ Tachinidae.